# Ida Ehre

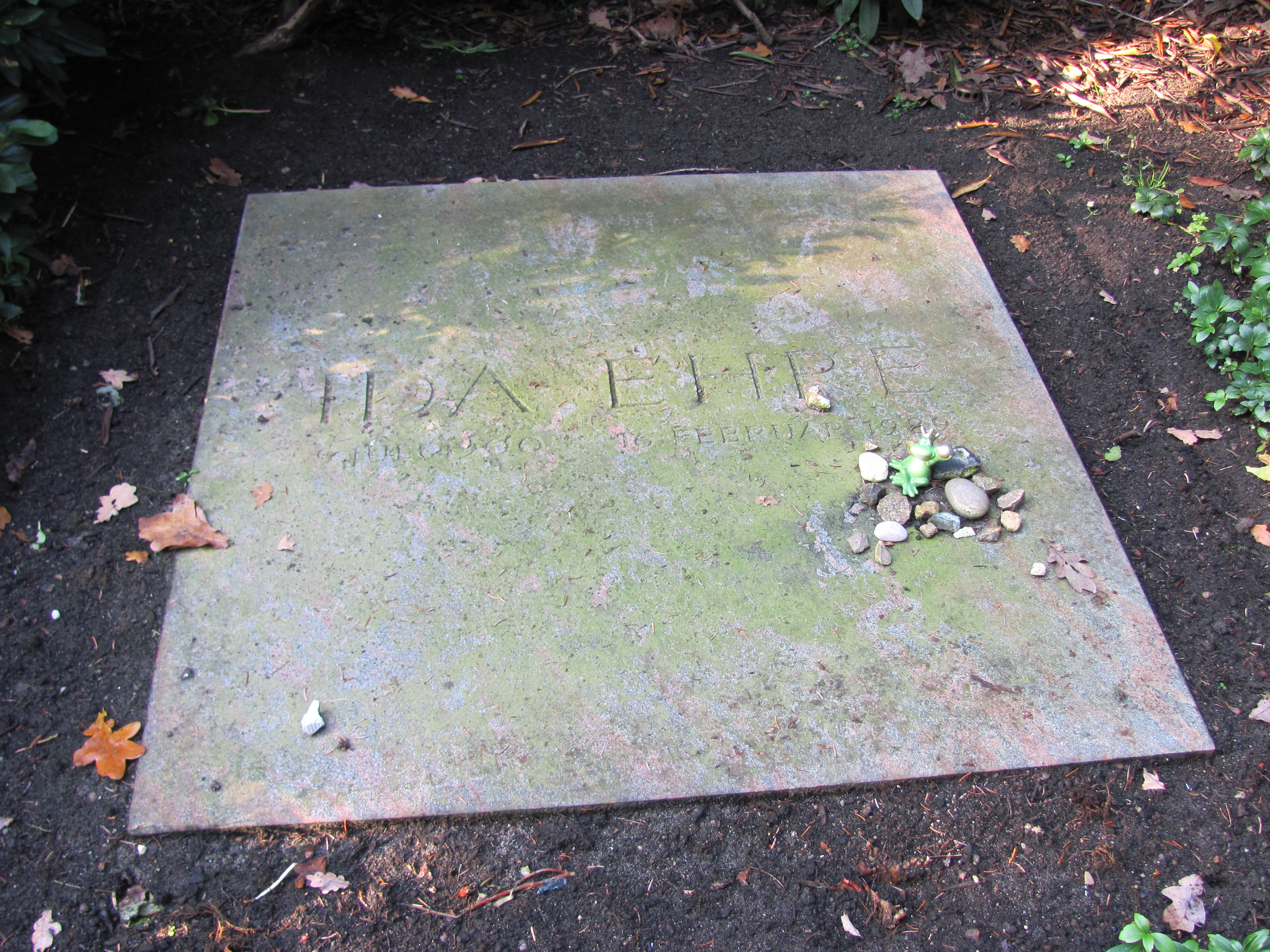
Tumba de Ida Ehre

Ida Ehre (9 de julio de 1900 – 16 de febrero de 1989) fue una actriz y directora teatral, cinematográfica y televisiva austriaco alemana.

## Biografía
Nacida en Přerov, República Checa, en aquel momento parte del Imperio austrohúngaro, el padre de Ehre era jazán. Ella cursó estudios en la Universidad de Música y Arte Dramático de Viena, debutando como actriz teatral en el Stadttheater de Bielsko-Biała, actuando posteriormente en teatros de Budapest, Cottbus, Bonn, Königsberg, Stuttgart y en el Teatro Nacional de Mannheim. A partir del año 1930, también actuó en el Teatro Lessing de Berlín.
En la Alemania Nazi se le prohibió actuar por ser judía, por lo que ayudó a su marido, el Dr. Bernhard Heyde (1899–1978), en la práctica de la ginecología en Böblingen. Tras la Noche de los Cristales Rotos, ella planeó emigrar a Chile con su marido y su hija Ruth (nacida el 20 de octubre de 1927 en Mannheim), pero el barco en el que viajaban recibió la orden de volver a Hamburgo con el inicio de la Segunda Guerra Mundial. Después fue arrestada por la Gestapo, e internada durante seis semanas en el campo de concentración de Fuhlsbüttel.
Finalizada la guerra, el 10 de diciembre de 1945 ella reabrió el Teatro Kammerspiele de Hamburgo, en la Hartungstraße del barrio de Rotherbaum, en un edificio que había sido utilizado por la Jüdischer Kulturbund hasta el año 1941. Además de obras dramáticas alemanas modernas como Draußen vor der Tür, de Wolfgang Borchert, ella también llevó a escena por vez primera en Alemania piezas de dramaturgos de otros países como Jean Anouilh, T. S. Eliot, Jean Giraudoux, Jean-Paul Sartre y Thornton Wilder.
A partir de mediados de los años 150, Ehre fue activa en producciones cinematográficas y televisivas. En 1947 actuó en su primera película, In jenen Tagen, dirigida por Helmut Käutner e interpretada por Gert Karl Schaefer, Erich Schellow y Willy Maertens. En 1962 fue Ella Ward en el film adaptación de una novela de Edgar Wallace Die toten Augen von London, dirigido por Alfred Vohrer e interpretado por Joachim Fuchsberger, Karin Baal y Dieter Borsche. En 1972, Ehre actuó en la miniserie de Westdeutschen Rundfunk Der rote Schal, según texto de Wilkie Collins, interpretando en la misma a Frau Oldershaw.
Ehre también trabajó a partir de 1945 como actriz radiofónica. En la adaptación al medio llevada a cabo por Nordwestdeutscher Rundfunk de la obra teatral Unsere kleine Stadt, de Thornton Wilder, y con dirección de Helmut Käutner, actuó junto a Dagmar Altrichter, Fritz Wagner y Harry Meyen, encarnando ella a Mrs. Webb.
Otra faceta de Ehre fue la de actriz de voz. Así, en el film de Frank Capra Qué bello es vivir dobló a la actriz Beulah Bondi, que encarnaba a Ma Bailey.
En 1971 fue miembro del jurado del Festival Internacional de Cine de Berlín. En el año 1984 fue la primera mujer nombrada ciudadana honorífica de Hamburgo. También fue nombrada doctora honoraria por la Universidad de Hamburgo, y en 1971 ganó el Premio Schiller de la ciudad de Mannheim. Así mismo, en 1984 obtuvo la hoja de plata concedida por el Sindicato de Dramaturgos.
Ella continuó con labores de dirección teatral hasta su muerte, ocurrida en 1989 en Hamburgo, Alemania, a causa de un ataque cardiaco. Fue enterrada en el Cementerio Ohlsdorf, en Hamburgo, próxima a la tumba de Gustaf Gründgens.

## Filmografía(selección)
- 1947 : In jenen Tagen
- 1949 : Der Bagnosträfling
- 1956 : Thérèse Raquin (TV)
- 1956 : So süß ist kein Tod (TV)
- 1957 : Ein Ausgangstag (TV)
- 1958 : Schwarze Seide (TV)
- 1958 : Die begandete Hand (TV)
- 1959 : Macht der Finsternis (TV)
- 1960 : Auf Engel schießt man nicht
- 1961 : Die toten Augen von London
- 1961 : Königinnen von Frankreich (TV)
- 1961 : Mary Rose (TV)
- 1962 : Leben des Galilei (TV)
- 1962 : Tevya und seine Töchter (TV)
- 1962 : Der Zigeunerbaron
- 1963 : Don Juan kommt zurück (TV)
- 1963 : Der Vater (TV)
- 1964 : Die höhere Schule (TV)
- 1964 : Helle Nächte (TV)
- 1964 : Wölfe und Schafe (TV)
- 1965 : Herodes und Marianne (TV)
- 1966 : La indagación (TV)
- 1967 : Verbotenes Land (TV)
- 1967 : Valentin Katajews chirurgische Eingriffe in das Seelenleben des Dr. Igor Igorowitsch (TV)
- 1968 : Der Unbestechliche (TV)
- 1968 : Die Klasse (TV)
- 1969 : Zieh den Stecker raus, das Wasser kocht (TV)
- 1970 : Die Auferstehung (TV)
- 1970 : Tartuffe oder Der Betrüger (TV)
- 1971 : Eine konsequente Frau (TV)
- 1972 : Mitteilungen über eine Schuld (TV)
- 1973 : Der rote Schal (TV)
- 1973 : Der Kreidegarten (TV)
- 1975 : Madame Princesse (TV)
- 1978 : Tatort (serie TV): episodio Schlußverkauf
- 1981 : Alberta und Alice oder Die Unterwerfung (TV)
- 1981 : Ein Fall für zwei (serie TV): episodio Der Erbe
- 1986 : Schloßherren (serie TV): ocho episodios
- 1988 : Bei Thea (TV)

## Radio (selección)
- 1945 : Der Hauptmann von Köpenick (de Carl Zuckmayer), dirección de Helmut Käutner
- 1945 : Unsere kleine Stadt (de Thornton Wilder), dirección de Helmut Käutner
- 1946 : Mein Sohn, der Herr Minister, dirección de Ludwig Cremer
- 1946 : Moral (de Ludwig Thoma), dirección de Otto Kurth
- 1947 : Die Ameisen, dirección de Ludwig Cremer
- 1947 : Der 29. Januar 1947, dirección de Ludwig Cremer
- 1947 : Fissel und die Doppelte, dirección de Kurt Reiss
- 1947 : Der Frosch auf der Leiter, dirección de Kurt Reiss
- 1948 : Generalstab der schwarzen Kunst, dirección de Ludwig Cremer
- 1948 : La Cachirra, dirección de Erik Ode
- 1948 : Wie die Tiere (de George Orwell), dirección de Kurt Reiss
- 1948 : Die natürliche Tochter (de Johann Wolfgang von Goethe), dirección de Ludwig Cremer
- 1949 : Die Nacht, die dem Siege voranging, dirección de Ludwig Cremer
- 1949 : Die grüne Grube, dirección de Gustav Burmester
- 1949 : Nach Damaskus (de August Strindberg), dirección de  Ulrich Erfurth
- 1950 : Aus der Traum, dirección de Ludwig Cremer
- 1950 : General Frédéric, dirección de Kurt Reiss
- 1950 : Die Rückkehr des verlorenen Sohnes, dirección de Hans Paetsch
- 1951 : Wer Pech berührt, besudelt sich, dirección de Werner Hausmann
- 1951 : Hiob, dirección de Edward Rothe
- 1951 : Radium, dirección de Fritz Schröder-Jahn
- 1953 : Der Mönch und der Räuber, dirección de Gustav Burmester
- 1953 : Von morgens bis mitternachts, dirección de Karl Peter Biltz
- 1953 : Madame Anguimons, dirección de Oswald Döpke
- 1954 : Das Protokoll des Pilatus (de Otto Heinrich Kühner), dirección de Walter Knaus
- 1954 : Königin der Nacht, dirección de Oswald Döpke
- 1954 : Die Stiefsöhne der schönen Helena, dirección de Irmfried Wilimzig
- 1955 : Gesetz und Gerechtigkeit (episodio de la serie Das Gericht zieht sich zur Beratung zurück), dirección de Gerd Fricke
- 1955 : Thor, mit Engeln, dirección de Otto Kurth
- 1955 : Heimkehr, dirección de Fritz Schröder-Jahn
- 1955 : Das Kloster, dirección de Kurt Reiss
- 1955 : Die Brüder, dirección de Gerlach Fiedler
- 1955 : La doncella de Orleans (de Friedrich Schiller), dirección de Ulrich Lauterbach
- 1955 : Das schönste Fest der Welt (de Siegfried Lenz), dirección de Hans Gertberg
- 1955 : Hamlet (de William Shakespeare), dirección de Ulrich Lauterbach
- 1956 : Atalanta oder Die Jagd von Kaldyon, dirección de Otto Kurth
- 1956 : Ein Abend ohne Gäste oder: Madame Francoise, dirección de Friedhelm Ortmann
- 1956 : Eine respektable Gesellschaft (de August von Kotzebue)
- 1956 : Das Quartett, dirección de Oswald Döpke
- 1956 : Anastasia, dirección de Heinz-Günter Stamm
- 1956 : Sigismund Rüstig, dirección de Kurt Reiss
- 1956 : Zinngeschrei (de Günter Eich), dirección de Otto Kurth
- 1956 : El jugador  (de Fiódor Dostoievski), dirección de Gert Westphal
- 1956 : Das Fräulein von Scuderi (de E. T. A. Hoffmann), dirección de Wilhelm Semmelroth
- 1956 : Thérèse Raquin (de Emile Zola), dirección de Ludwig Cremer
- 1956 : Das Ende der Welt ist noch nicht gekommen, dirección de Friedhelm Ortmann
- 1956 : Fortsetzung folgt (de Siegfried Lenz), dirección de Gerlach Fiedler
- 1956 : Ahasver, dirección de Fritz Schröder-Jahn
- 1956 : Die neuen Stützen der Gesellschaft (de Siegfried Lenz), dirección de Kurt Reiss
- 1956 : Abenteuer in der Weihnachtszeit, dirección de Gerlach Fiedler
- 1957 : Die Iden des März (de Thornton Wilder), dirección de Gert Westphal
- 1957 : Un cadáver en la biblioteca (de Agatha Christie), dirección de Friedhelm Ortmann
- 1957 : Die Barker–Gang (episodio de la serie Die Jagd nach dem Täter), dirección de S. O. Wagner
- 1958 : Ein Fünfmarkstück namens Müller, dirección de Kurt Reiss
- 1958 : Briefe von fremder Hand (episodio de la serie Die Jagd nach dem Täter), dirección de  S. O. Wagner
- 1958 : Die Geschichte von Vasco, dirección de Friedhelm Ortmann
- 1958 : Verwehte Spuren, dirección de Gustav Burmester
- 1958 : Der Tod der alten Dame (episodio de la serie Die Jagd nach dem Täter), dirección de S. O. Wagner
- 1958 : Die Leidenschaftlichen, dirección de Ernst Schnabel
- 1958 : Pimpanell oder Worin besteht die Freiheit eines Menschen?, dirección de Ludwig Cremer
- 1958 : Auf dem Tisch noch die Gläser, dirección de Curt Goetz-Pflug
- 1959 : Spionage; 1. Fall: Deckname Gustav, dirección de S. O. Wagner
- 1959 : Spionage; 3. Fall: An Absender zurück, dirección de S. O. Wagner
- 1959 : Das Haus auf dem Hügel, dirección de Edward Rothe
- 1959 : Pimpanell, dirección de Ludwig Cremer
- 1959 : Die Waise von Lowood, dirección de Heinz-Günter Stamm
- 1959 : Die Grille, dirección de Heinz-Günter Stamm
- 1960 : Wo ist Ruth?, dirección de Gerlach Fiedler
- 1960 : Juwelenraub an der Riviera (episodio de la serie Die Jagd nach dem Täter), dirección de S. O. Wagner
- 1960 : Das Kalenderblatt (episodio de la serie Die Jagd nach dem Täter), dirección de S. O. Wagner
- 1960 : Vorstadtsiedlung, dirección de Hans Quest
- 1961 : Das Verhör, dirección de Hans Quest
- 1961 : Hotel zur ewigen Ruhe (episodio de la serie Die Jagd nach dem Täter, de Harald Vock), dirección de S. O. Wagner
- 1961 : Die hundertste Nacht, dirección de Hans Dieter Schwarze
- 1961 : Die Orestie, dirección de Friedhelm Ortmann
- 1961 : Reptile (episodio de la serie Die Jagd nach dem Täter), dirección de S. O. Wagner
- 1962 : Der Käfig, dirección de Oskar Nitschke
- 1962 : Die Schneekönigin (de Hans Christian Andersen), dirección de Cläre Schimmel
- 1962 : Die höhere Schule, dirección de Oswald Döpke
- 1962 : The Life of Man, dirección de Nicht angegeben
- 1962 : Wir waren Achtzigtausend, dirección de Edward Rothe
- 1963 : Das Ende der Träume, dirección de Friedhelm Ortmann
- 1963 : Ein königliches Kind, dirección de Ludwig Cremer
- 1963 : Die Heimkehr, dirección de Kraft-Alexander zu Hohenlohe-Oehringen
- 1963 : Die Odyssee des Runyon Jones, dirección de Otto Kurth
- 1963 : Das steinerne Haus, dirección de Fritz Schröder-Jahn
- 1964 : Drei–Minuten–Spiele (de Thornton Wilder), dirección de Gerlach Fiedler
- 1964 : Königinnen von Frankreich (de Thornton Wilder), dirección de Gerlach Fiedler
- 1966 : Yamamba, dirección de Bernhard Rübenach
- 1966 : Aus der alten Heimat, dirección de Edward Rothe
- 1968 : Geisterbahn, dirección de Peter Michel Ladiges
- 1970 : Faust, dirección de Ludwig Cremer
- 1984 : Das Ohrenlicht, dirección de Ulrich Gerhardt
- 1985 : Eine Nacht im Mai, dirección de Peter Lilienthal
- 1986 : Gralserzählung, dirección de Friedhelm Ortmann
- 1988 : Mutter und Sohn, dirección de Hans-Ulrich Minke